# Великокрынковский район
Великокрынковский район (укр. Великокринківський район) — район, существовавший в Кременчугском округе, Харьковской и Полтавской областях Украинской ССР в 1928—1930 и 1935—1962 годах. Центр — село Великие Крынки.

## История
Великокрынковский район был образован 28 августа 1928 года в составе Кременчугского округа УССР. Его территория была образована из частей Глобинского, Манжелиевского и Семёновского районов.
2 сентября 1930 года Великокрынковский район был упразднён, а его территория передана в Глобинский район.
22 января 1935 года Великокрынковский район был восстановлен в составе Харьковской области на части территории Глобинского района.
22 сентября 1937 года район вошёл в состав новой Полтавской области.
К 1 сентября 1946 года район включал 21 сельсовет: Бетяговский, Броварковский, Велико-Крынковский, Веселодолинский, Глушковский, Землянковский, Зубановский, Иваново-Селищенский, Ламанский, Лукашовский, Мало-Крынковский, Манжелиевский, Малиновский, Петровский, Поповский, Радаловский, Романовский, Сиротенковский, Турбаевский, Федеровский и Фрунзовский.
30 декабря 1962 года Великокрынковский район был упразднён, а его территория передана в Глобинский район.

## Население
По данным переписи 1939 года в Великокрынковском районе проживало 28 528 чел., в том числе украинцы — 88,6 %, русские — 9,8 %. По данным переписи 1959 года в Великокрынковском районе проживало 22 396 чел..

## СМИ
В районе с 1935 года издавалась на украинском языке газета «Більшовицька перемога» (Большевистская победа), в 1953 она сменила название на «Зоря комунізму» (Заря коммунизма).